# Norfolk—Haldimand
Pour les articles homonymes, voir Norfolk et Haldimand.
Circonscription électorale fédérale du Canada
Norfolk—Haldimand est une circonscription électorale fédérale de l'Ontario, représentée de 1968 à 1979.
La circonscription de Norfolk—Haldimand est créée en 1966 avec des parties de Brant—Haldimand et de Norfolk. Abolie en 1976, elle est redistribuée parmi Haldimand—Norfolk et Oxford.

## Géographie
En 1968, la circonscription de Norfolk—Haldimand comprenait:
- Le comté de Norfolk, excluant la ville de Tillsonburg
- Dans le comté de Haldimand
  - Le village d'Hagersville (en)
  - Les cantons de North Cayuga, South Cayuga, Oneida, Rainham, Seneca et Walpole

## Députés
| Législature                                               | Années                                                | Député                                                | Député                                                | Parti                                                 |
| Norfolk—Haldimand issue de Norfolk et Brant—Haldimand     | Norfolk—Haldimand issue de Norfolk et Brant—Haldimand | Norfolk—Haldimand issue de Norfolk et Brant—Haldimand | Norfolk—Haldimand issue de Norfolk et Brant—Haldimand | Norfolk—Haldimand issue de Norfolk et Brant—Haldimand |
| --------------------------------------------------------- | ----------------------------------------------------- | ----------------------------------------------------- | ----------------------------------------------------- | ----------------------------------------------------- |
| 28e                                                       | 1968–1972                                             |                                                       | William David Knowles                                 | Conservateur                                          |
| 29e                                                       | 1972–1974                                             |                                                       | William David Knowles                                 | Conservateur                                          |
| 30e                                                       | 1974–1979                                             |                                                       | William David Knowles                                 | Conservateur                                          |
| Circonscription dissoute dans Haldimand—Norfolk et Oxford |                                                       |                                                       |                                                       |                                                       |